# Дунай (фильм)
«Дунай» — художественный фильм 2021 года. Режиссёрский дебют сценариста Любови Мульменко. Премьера картины состоялась 23 сентября 2021 года на «Кинотавре». Фильм участвовал в основном конкурсе фестиваля. В прокат фильм вышел 21 октября. В конце 2021 года он стал доступен онлайн на платформе START.

## Сюжет
Москвичка Надя приехала в отпуск в Белград. В баре познакомилась с обаятельным сербом Нешей, немного знающим русский язык, завязался роман. Нешин образ жизни очень далек от распланированной московской жизни Нади. Он смешно одевается, зарабатывает, жонглируя на улицах перед стоящими у светофоров машинами, у него нет постоянного жилья и даже мобильного телефона. Эта непривычная расслабленная жизнь увлекает героиню. Надя учится жить по-новому и принимает импульсивное решение остаться в Белграде. Но пьянящее ощущение счастья и свободы рассеивается, и эта идея уже не кажется ей такой заманчивой.

## В ролях
- Надежда Лумпова — Надя
- Ненад Васич — Неша
- Душан Мамула
- Сири Тереза Солли
- Милица Яневски
- Милош Лазаров
- Владимир Гвойич

## Художественные особенности

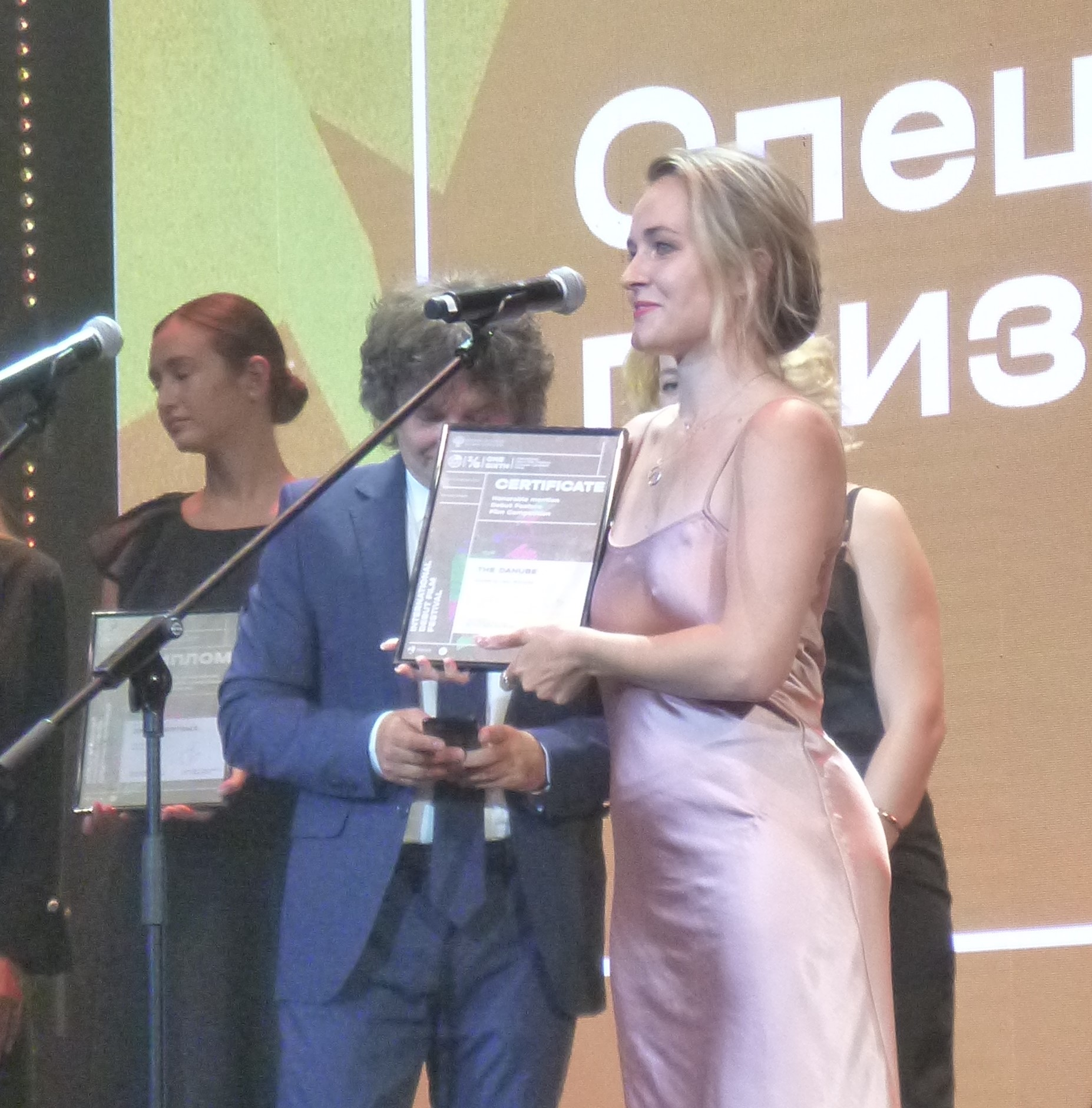
Представитель фильма «Дунай» получает приз на кинофестивале «Одна шестая». Приз вручает итальянский продюсер Паоло Мария Спина. Екатеринбург, 17 августа 2022 года

Мульменко давно хотела снять фильм в Сербии, где часто бывает и периодически живёт. Режиссёр говорит на сербском языке, она сама перевела все сербские диалоги на русский для субтитров. Исполнитель главной роли Ненад Васич — друг Мульменко, он, как и многие другие сербы, принимавшие участие в съёмках, не является профессиональным актёром.

## Рецензии
• Филиппов А. Профессия: река. «Дунай» Любови Мульменко вдали от империи // Искусство кино (24  сентября 2021)
• Долин А. «Дунай» — фильм о девушке, которая уезжает из Москвы в Белград — и там влюбляется // Meduza (24  сентября 2021)
• Пугачёв П. Отпуск до конца — «Дунай» Любови Мульменко // Сеанс (20  октября 2021))
• Плахов А. Свободное плавание. Фильм Любови Мульменко // Коммерсант (30  октября 2021)
• Степанов В. Секс и саспенс в Белграде // Коммерсант (22   октября 2021)